# Lacertoidea
De Lacertoidea zijn een groep squamate reptielen die de Lacertidae, Teiidae, Gymnophthalmidae en Amphisbaenia omvat. De bevinding uit moleculair fylogenetische studies dat de gravende Amphisbaenia waren genest in een clade met de hagedisvormen, bracht Vidal & Hedges (2005) ertoe een nieuwe naam voor de groep voor te stellen op basis van gedeelde morfologische kenmerken, Laterata, verwijzend naar de "aanwezigheid van tegelvormige (vierhoekige of vierhoekige en soms verhoogde) schubben die de ringen vormen bij Amphisbaenia, en ook ventraal aanwezig zijn bij Lacertiformata en Teiformata".
Bij anatomische studies werden de lacertoïden traditioneel gegroepeerd met skinken, maar meer recente studies die zich op DNA richten, hebben ze als een aparte groep hagedissen geplaatst, die nauwer verwant zijn aan de giftige Toxicofera. De verwantschappen van de Amphisbaenia met andere hagedissen zijn lange tijd een mysterie geweest; hoewel ze oppervlakkig slangachtig zijn, is hun anatomie en voortbeweging heel anders dan die van slangen. Amphisbaenia hebben een verkleinde rechterlong in tegenstelling tot slangen waarvan de linkerlong verkleind is. Ze lijken echter niet sterk op een andere groep hagedissen. Recente moleculaire studies suggereren dat Amphisbaenia zijn gegroepeerd met de Lacertidae in de groep Lacertibaenia.
Lacertoïden hebben een brede geografische spreiding. De Lacertidae zijn te vinden in heel Europa en Azië, met een grote spreiding die endemisch is voor Afrika. De Teiidae zijn divers in Zuid-Amerika, maar sommige leden van de groep komen ook voor in het zuiden van Noord-Amerika. De Amphisbaenia zijn vooral wijdverbreid en komen voor in Noord-Amerika, Europa, Afrika, Zuid-Amerika en het Caribisch gebied. De oorsprong van de groep is onduidelijk. De oudste definitieve lacertoïde is de amphisbaeniër Plesiorhineura uit het Vroeg-Paleoceen van Noord-Amerika. Aangezien deze lijkt op moderne wormhagedissen, zijn de lacertoïden hoogstwaarschijnlijk verschenen en gediversifieerd in het Krijt. Het taxon Purbicella uit het Berriasien kan echter een lacertoïde zijn en zou dan de oudst bekende zijn.
Binnen de moderne Laterata zijn er veel soorten die op de Rode Lijst van de IUCN van instandhouding staan. Deze groep vermeldt vijf soorten als uitgestorven, eenendertig soorten als ernstig bedreigd, drieënvijftig soorten als bedreigd, veertig soorten als kwetsbaar, drieënvijftig soorten als bijna bedreigd en vijfhonderdnegenenzestig soorten als minst bedreigd. De belangrijkste systemen die kwetsbaar zijn bij deze taxonomische groep zijn terrestrische zoetwater- en mariene habitats. De grootste bedreigingen voor deze habitats zijn huisvesting en stadsontwikkeling, kleinschalige landbouw, landbouw en aquacultuur, agro-industriële landbouw en kleinschalige begrazing. De habitats binnen deze systemen die het meest worden getroffen, worden vermeld als bossen, struikgewas, subtropische bossen en rotsachtige gebieden.